# Asiceratinops kolymensis
Asiceratinops kolymensis is een spinnensoort in de taxonomische indeling van de hangmatspinnen (Linyphiidae).
Het dier behoort tot het geslacht Asiceratinops. De wetenschappelijke naam van de soort werd voor het eerst geldig gepubliceerd in 1992 door Kirill Yuryevich Eskov.